# It's Been Hurting All the Way with You, Joanna
"It's Been Hurting All the Way with You, Joanna" är en låt av Moneybrother från 2003. Den finns med på dennes debutalbum Blood Panic (2003), men utgavs också som singel samma år. Låten är skriven av Moneybrother, producerad av Jari Haapalainen och utgiven på Burning Heart Records.
Låten låg 15 veckor på Trackslistan mellan den 15 november 2003 och 6 mars 2004, som bäst på femte plats. Den nådde också plats 53 på Svenska singellistan.

## Låtlista
1. "It's Been Hurting All the Way with You, Joanna"
2. "We've Been Much Too Tight for Much Too Long"
3. "They Don't Know"

## Medverkande musiker
- Patrick Andersson - bas
- Gustav Bendt - saxofon
- Viktor Brobacke - trombon
- Existensminimum - slagverk
- Indy - orgel
- Henrik Svensson - trummor
- Anders Wendin - sång, gitarr

## Listplaceringar
| Lista (2003) | Topplacering |
| ------------ | ------------ |
| Sverige      | 53           |

### Fotnoter
1. ↑  ”It's Been Hurting All the Way with You, Joanna”. Discogs.com. http://www.discogs.com/Moneybrother-Its-Been-Hurting-All-The-Way-With-You-Joanna/release/2963818. Läst 17 april 2012.
2. ↑  ”It's Been Hurting All the Way with You, Joanna”. Nostalgilistan. http://www.nostalgilistan.se/moneybrother-883/its-been-hurting-all-the-way-with-you-joanna-6698. Läst 7 februari 2016.
3. 1 2  Placeringar på den svenska singellistan